# Легенда о Ћићку
„Легенда о Чичку” је југословенски документарни ТВ филм из 1973. године. Режирао га је Божидар Калезић а сценарио је написао Радослав Војводић.

## Улоге
| Глумац           | Улога                       |
| ---------------- | --------------------------- |
| Бошко Пулетић    | Ратко Павловић Ћићко        |
| Петрана Павловић | Мајка Ратка Павловића Ћићка |